# Прелюдія 11
«Прелюдія 11» (нім. Preludio 11) — шпигунський трилер 1964 року спільного виробництва Куби та НДР. Стрічка заснована на однойменному романі Вольфганга Шраєра, який написав і сценарій до фільму.

## Сюжет
Під час Холодної війни до влади в Кубі приходить Фідель Кастро. США планує влаштувати контрреволюцію. Під час операції під кодовою назвою «Прелюдія 11» четверо кубинців і гватемалець під керівництвом американця Маклеша мають підірвати важливий міст.
Група Маклеша вступає в бій, у якому він отримує смертельне поранення, але іншім вдається взяти в полон революціонера Пенью. На шляху до мосту контрреволюціонери обстрілюють військових. Висаджуються парашутисти США. Захищаючись, селяни влаштовують пожежу. Контрреволюціонери розуміють, що пішки їм не дістатися цілі. Даніела має допомогти з транспортом, але підозрюючи Мігеля у подвійній грі, вагається. Паламіно наказує їй все ж таки надати джип. За його ж наказом Кінтана кидає основні сили на цементний завод.
Пенья та Ріко втікають з полону на цементний завод. Після їх розповіді Кінтану починає підозрювати Даніелу в співпраці з Мігелем. Паломіно вважає, що їх план провалився та вчиняє самогубство. Відбувається бій між людьми під керівництвом Кінтани та контрреволюціонерами. Після сутички стає зрозуміло, що Даніела не переходила на бік ворога.

## У ролях
| Актор              | Роль                    |
| ------------------ | ----------------------- |
| Аврора Депестр     | Даніела                 |
| Гюнтер Зімон       | команданте Паломіно     |
| Джеррі Вольф       | Фігерас                 |
| Мігель Бенавідес   | Пенья                   |
| Армін Мюллер-Шталь | лейтенант Рамон Кінтана |
| Роберто Бланко     | Мігель                  |
| Фред Дельмаре      | Естебан                 |
| Гюнтер Отт         | Маклеш                  |
| Марга Легаль       | Даніелас Муттер         |

## Створення фільму

### Виробництво
Основні зйомки фільму проходили на Кубі.

### Знімальна група
- Кінорежисер — Курт Метциг
- Сценарист — Шрайєр Вольфганг
- Композитор — Марта Вальдес
- Кінооператор — Гюнтер Хаубольд
- Кіномонтаж — Бербель Вайгель
- Артдиректор — Альфред Гіршмаєр
- Художник-костюмер — Кармела Гарсія, Гюнтер Шмідт[1]

## Сприйняття
Рейтинг фільму на сайті Internet Movie Database — 6,8/10 на основі 14 голосів.